# All I Really Want to Do (album)
All I Really Want to Do − debiutancki solowy album amerykańskiej piosenkarki Cher. Został wydany 16 października 1965 roku nakładem wytwórni Imperial Records. Album został wyprodukowany dla Cher przez jej ówczesnego męża, Sonny'ego Bono, z udziałem aranżera Harolda Battiste. Album jest w zasadzie zbiorem coverów, ale zawiera również trzy utwory napisane przez Bono. Jedynym singlem został „All I Really Want to Do”, będący nową aranżacją utworu Boba Dylana.
Po wydaniu album został dobrze przyjęty przez krytyków i zebrał pozytywne recenzje.

## Tło wydania
W tym samym czasie, kiedy duet Sonny & Cher debiutował w Atco Records, Sonny Bono zaaranżował solową umowę Cher z wytwórnią Imperial Records. Po sukcesie singla Sonny & Cher „I Got You Babe”, Bono postanowił promować swoją żonę jako solowy artysta, sam produkując jej pierwszy studyjny album. All I Really Want to Do był pierwszym solowym projektem Cher od czasu ukazania się dwóch singli w 1964 roku, „Ringo, I Love You” i „Dream Baby”, wydanych pod pseudonimami odpowiednio Bonnie Jo Mason i Cherilyn, które nie osiągnęły sukcesu.

## Lista utworów
Wszystkie utwory zostały wyprodukowane przez Sonny’ego Bono.
| Pierwsza strona | Pierwsza strona           | Pierwsza strona           | Pierwsza strona |
| Nr              | Tytuł utworu              | Autorzy                   | Długość         |
| --------------- | ------------------------- | ------------------------- | --------------- |
| 1.              | „All I Really Want to Do” | Bob Dylan                 | 2:56            |
| 2.              | „I Go to Sleep”           | Ray Davies                | 2:28            |
| 3.              | „Needles and Pins”        | Sonny Bono, Jack Nitzsche | 2:26            |
| 4.              | „Don't Think Twice”       | Bob Dylan                 | 2:25            |
| 5.              | „He Thinks I Still Care”  | Dickey Lee Lipscomb       | 2:15            |
| 6.              | „Dream Baby”              | Sonny Bono                | 2:58            |
|                 |                           |                           | 15:28           |

| Druga strona | Druga strona            | Druga strona                                          | Druga strona |
| Nr           | Tytuł utworu            | Autorzy                                               | Długość      |
| ------------ | ----------------------- | ----------------------------------------------------- | ------------ |
| 1.           | „The Bells of Rhymney”  | Idris Davies, Pete Seeger                             | 3:07         |
| 2.           | „Girl Don't Come”       | Chris Andrews                                         | 2:05         |
| 3.           | „See See Rider”         | Traditional, Sonny Bono, Charles Greene, Robert Stone | 2:38         |
| 4.           | „Come and Stay with Me” | Jackie DeShannon                                      | 2:45         |
| 5.           | „Cry Myself to Sleep”   | Mike Gordon                                           | 2:18         |
| 6.           | „Blowin' in the Wind”   | Sonny Bono                                            | 3:24         |
|              |                         |                                                       | 16:17        |

## Notowania
| Lista przebojów (1965)            | Najwyższa pozycja |
| --------------------------------- | ----------------- |
| Stany Zjednoczone (Billboard 200) | 16                |
| Wielka Brytania (OCC)             | 7                 |